# 探偵キャノン
『探偵キャノン』（たんていキャノン、原題：Cannon）は、1971年から1976年までアメリカ合衆国・CBSで制作・放送された連続テレビドラマ。
体重100キロを超える巨漢ながら、優れた行動力と推理力を持ち、鮮やかに事件を解決する元刑事の私立探偵フランク・キャノンの活躍を描く。全5シーズン・122回。1980年にテレビ映画『帰って来た名探偵フランク・キャノン』（The Return of Frank Cannon）が制作・放送された。ウィリアム・コンラッドの当たり役となった。
日本ではNHKで1975年10月5日から1976年8月22日まで、毎週日曜日の午後に日本語吹替で放送された（全23回）。その後、1980年代にフジテレビでも放送された。

## キャスト

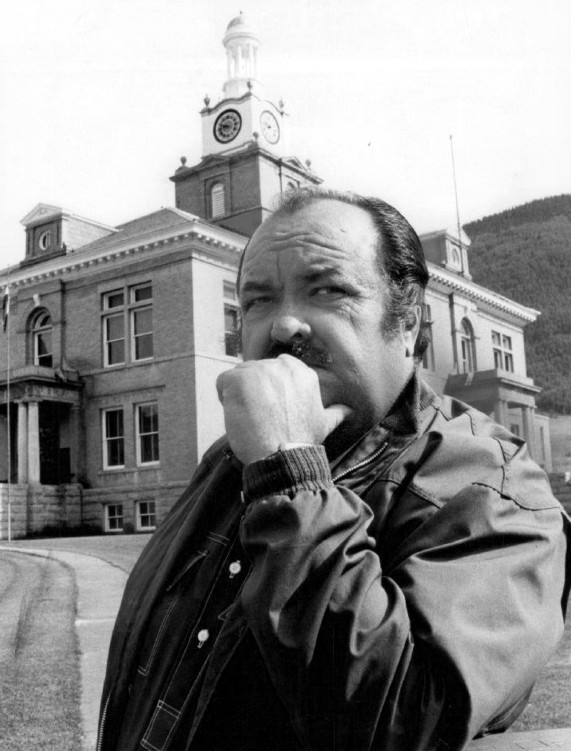
フランク・キャノン（ウィリアム・コンラッド）

- フランク・キャノン：ウィリアム・コンラッド（吹替：瑳川哲朗（NHK版） / 内海賢二（フジテレビ版））

私立探偵。元はロサンゼルス市警察のベテラン刑事であったが、爆弾テロで妻と息子を亡くしたのをきっかけに法の限界を痛感して、私立探偵へ転身する。
豪邸で贅沢三昧の生活を送り、さらに美食家であるため、体重100キロを超える巨漢。
依頼者には高額な報酬を要求し、毒舌で皮肉屋だが、抜群な推理力と行動力を持ち、人並み外れたパワーで事件を解決していく。